# Podocarpus polyspermus
Podocarpus polyspermus là một loài thực vật hạt trần trong họ Thông tre. Loài này được de Laub. miêu tả khoa học đầu tiên năm 1972.